# Magic Mouse
Magic Mouse（マジック マウス）は、Apple製のBluetooth無線接続のレーザーマウスである。Appleによれば世界初のマルチタッチ対応マウスとされる。同社製Mighty Mouseの後継製品。2015年10月12日以降は、充電式のMagic Mouse 2に製品が入れ替えられた。

## 概要

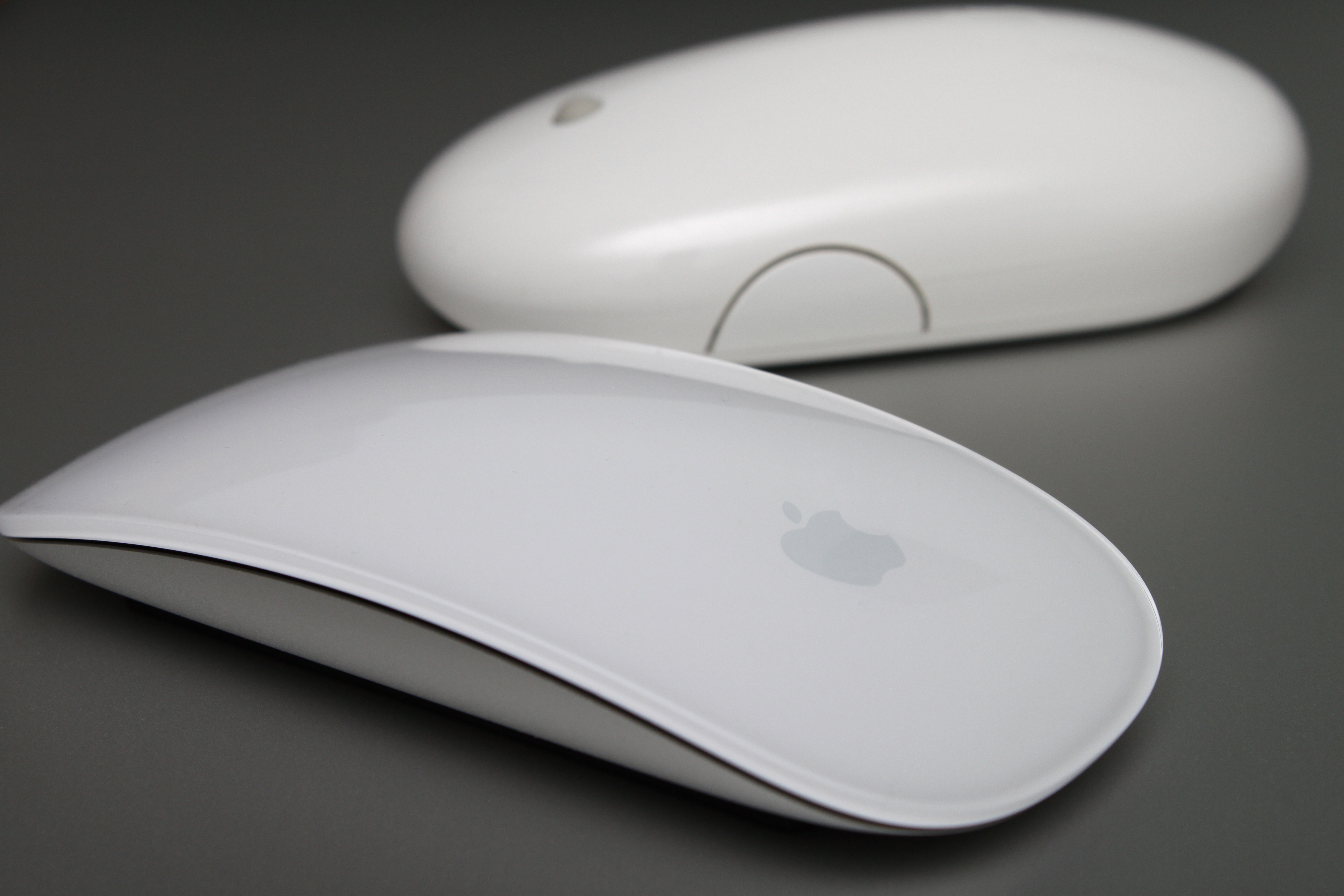
Magic Mouse（手前）とMighty Mouse（奥）

初代は2009年10月に発売が開始された。Magic MouseはiPhoneやMacBook Proなどで採用されたマルチタッチ技術を利用している。マウス上面部（トップシェル）は全体が1つのボタンであり、そのほぼ全面がマルチタッチセンサとなっている。トップシェル内部のセンサが指の接触位置を感知することで、左右クリックの区別や縦横のスクロール操作、2本指で左右に払う動作をする「スワイプ」ジェスチャーを認識する。スクロールはシステム上では1本指で行う動作になっているが、2本指や3本指、あるいはそれ以上でも問題なく行える。一般的なマウスの持ち方ではセンサー部分に手のひらが大きく触れてしまうが、それによる誤動作を起こす事はない。これは、Appleのマルチタッチ技術が接触している指本数だけではなく接触面の大きさも認識できるためである。
スクロール動作はフリックスクロールに対応しており、フリックした場合にはiPhoneのフリックスクロールと同じように、しばらく等速でスクロールが継続した後になめらかにスクロールが停止する。
前モデルであるMighty Mouseには存在したスクロールボールがなくなったため、汚れの付着によってボールの感度が低下したり機能しなくなる問題も払拭しているが、ボールを押し込む操作（第3ボタン）も同時に廃止された。また感圧式の側面ボタン（第4ボタン）も廃止された。これにより、マウス単体でExposéやDashboardを呼び出す事はできなくなった。ただし、サードパーティーのソフトウェアをMacにインストールすることによって様々なジェスチャーの認識を行えるように拡張でき、むしろMighty Mouseよりも多彩な操作を行うことができる。
iPadOS 13のAssistiveTouchのマウス操作には、スクロール操作の関係で対応していない。なお、スクロール操作以外のタッチ操作は使用することができる。

## Magic Mouse
2009年10月20日、iMacなどと同時に発表され、iMacではMighty Mouseに代わり、標準同梱されるようになる。
単品販売は、2009年11月に開始された。

## Magic Mouse 2
2015年10月12日に、Magic Mouse 2が発売された。
この製品は、リチウムイオン2次電池内蔵で、同梱のUSB Type A－Lightningケーブルで充電できる。なお、充電端子は本体背面に存在するため、充電中はマウスを裏返してケーブルを差す必要があり、その間はマウスとして使用することができないという欠点がある。
色はシルバーの他、iMac Proの付属品及び2018年3月27日から2021年6月頃にかけて単品販売でスペースグレイが存在した。
Magic Mouseに付属するケーブルがUSB-AのMLA02J/AとUSB-Cが付属するMK2E3J/Aが存在する。
2021年4月20日に発表されたiMacでは、単に"Magic Mouse"との表記で、本体同色（ブルー、グリーン、ピンク、シルバー、イエロー、オレンジ及びパープル）のMagic Mouse及び編み込み式USB Type-C－Lightningケーブルが同梱される。
2021年8月3日に、上記iMac同梱品のシルバーの単品販売が開始される。Magic Mouse 2から型番の変更はない。
2024年10月28日、新型iMacの発表にあわせてMagic Mouse(USB-C)が発売されブラックの単品販売も開始された。

## ギャラリー

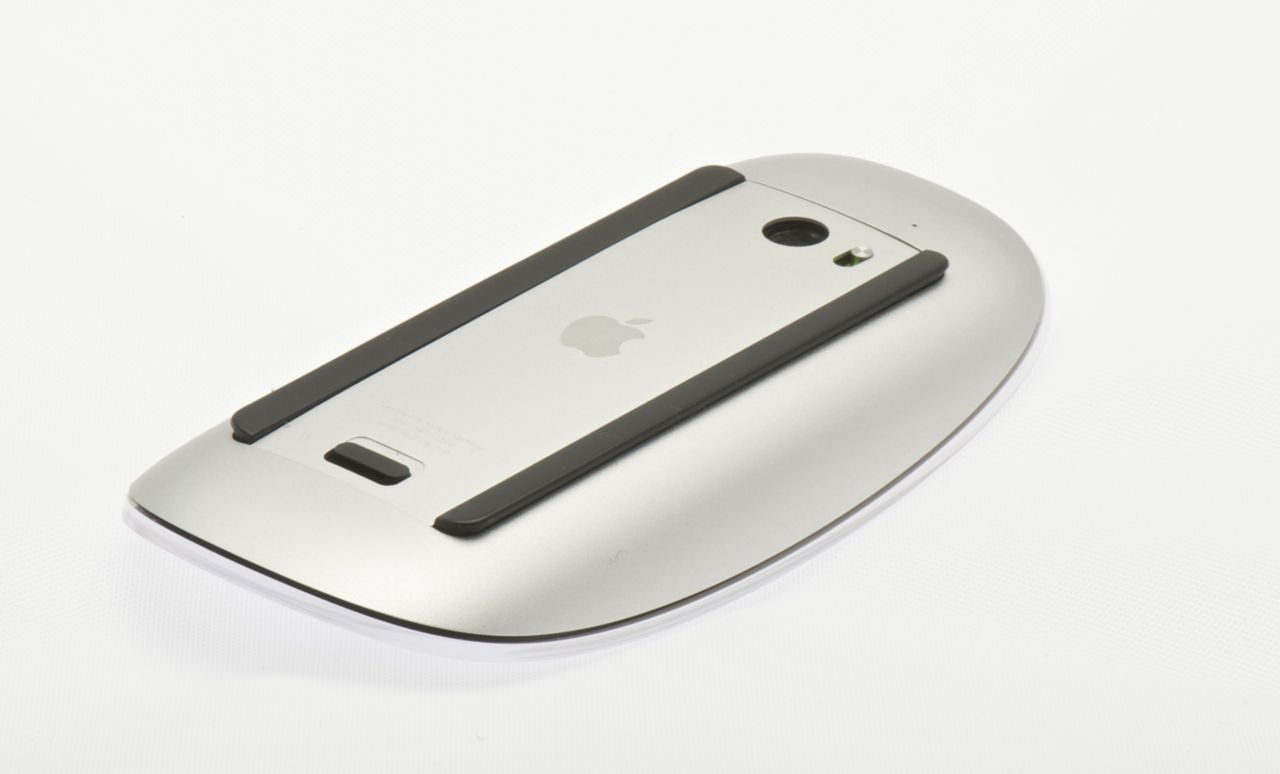
Magic Mouse（初代）底面
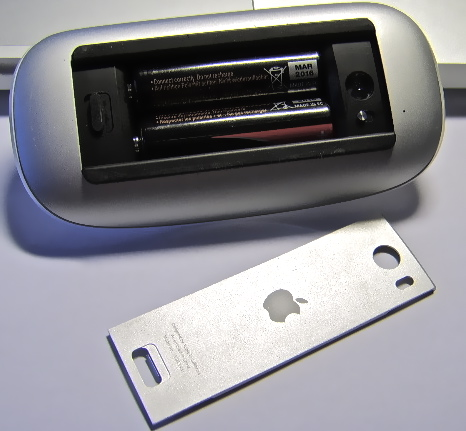
Magic Mouse（初代）電池ケース
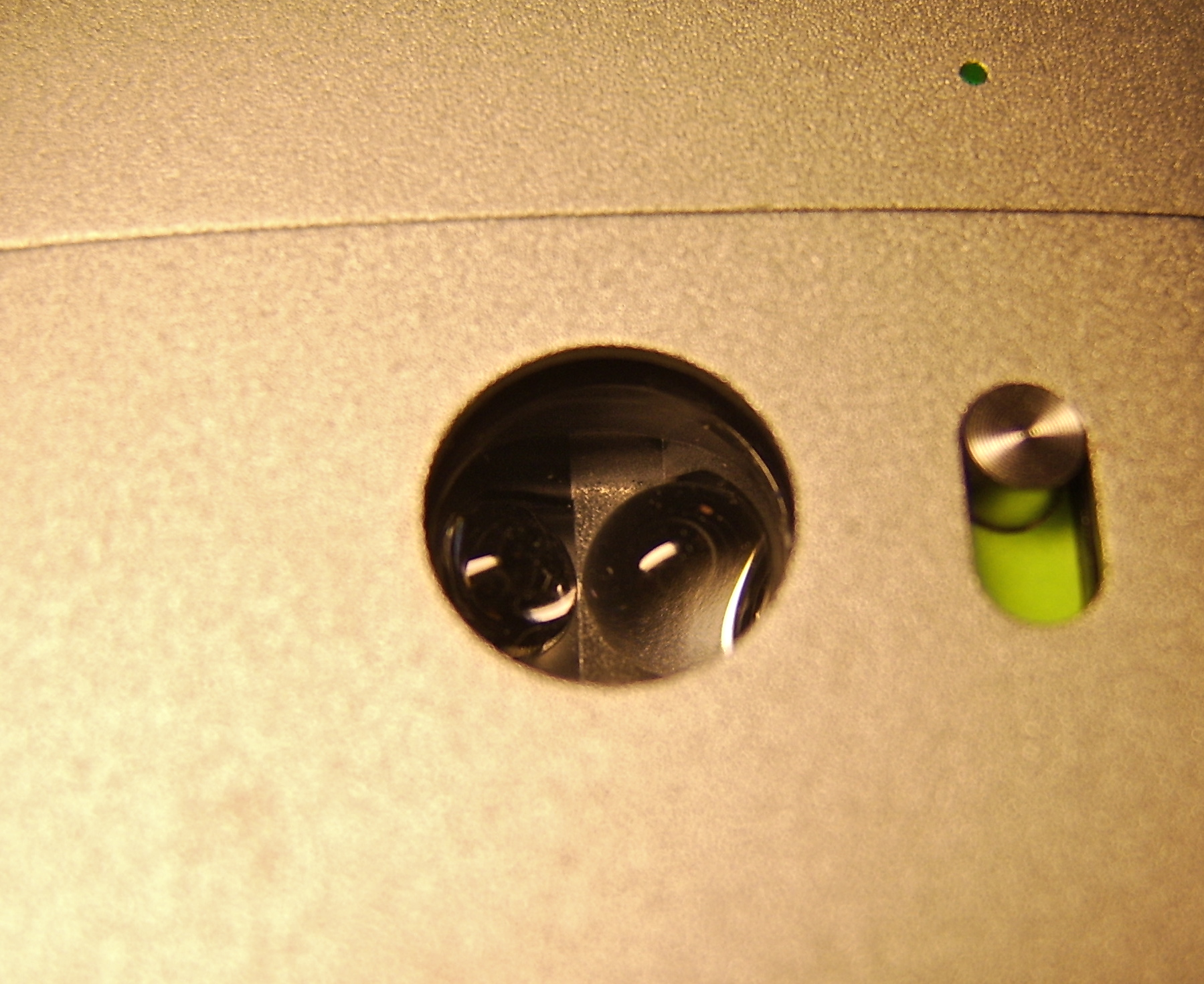
Magic Mouse（初代）センサ部
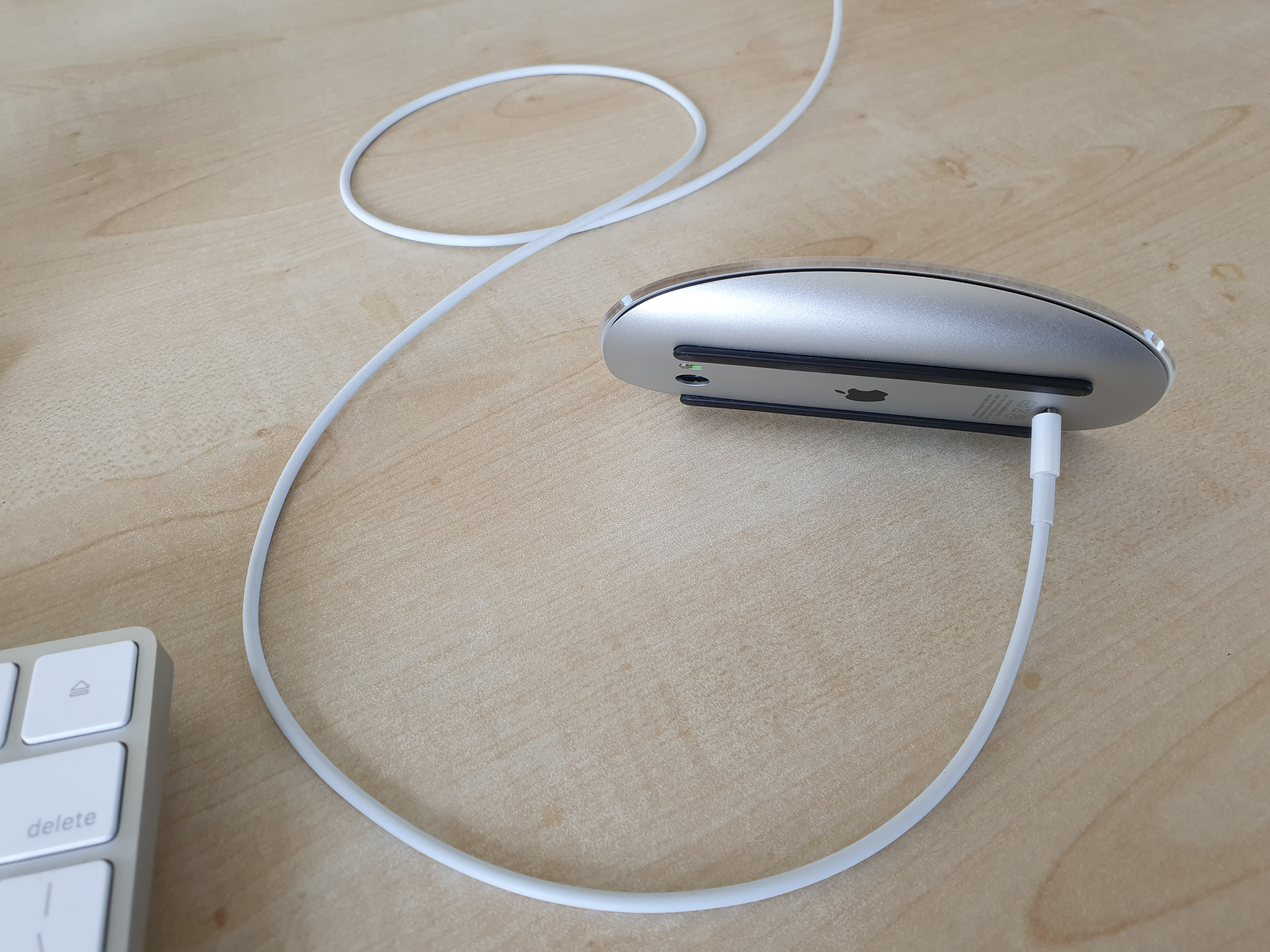
Magic Mouse 2は、充電中はマウスとして使用することができない